# جیمز بابین
جیمز بابین (انگلیسی: James Bobin؛ زادهٔ ) کارگردان و فیلم‌نامه‌نویس اهل بریتانیا است.
از آثارِ او می‌توان به ماپت‌ها: تحت تعقیب و آلیس در آن‌سوی آینه اشاره کرد.